# 福庆乡
福庆乡，是中华人民共和国四川省广元市旺苍县曾经下辖的一个乡。2020年5月，撤销天星乡、福庆乡，设立天星镇，以原天星乡和原福庆乡双河村、新农村、光辉村、红光村、农经村所属行政区域为天星镇的行政区域。将原福庆乡红花村、农岗村、明星村、牌坊村所属行政区域划归国华镇管辖。

## 行政区划
福庆乡撤销前下辖以下地区：
光辉村、新农村、双河村、农经村、红花村、农岗村、牌坊村、明星村和红光村。